# Линь Ли
Линь Ли (кит. упр. 林莉, пиньинь Lín Lì; р. 5 июля 1992, Фуцин, провинция Фуцзянь, Китай) — китайская волейболистка. Либеро. Олимпийская чемпионка 2016.

## Биография
Линь Ли начала заниматься волейболом в спортивной школе провинции Фуцзянь. В 2007 была принята в команду «Фуцзянь Мэнбао», за которую выступала до 2017 года. С 2017 — игрок команды «Чжэцзян Цзясин», с 2019 — «Гуандун Эвергрэнд».
В 2010—2011 Линь Ли играла за молодёжную сборную Китая и в её составе стала чемпионкой Азии и бронзовым призёром молодёжного чемпионата мира.
С 2015 года Линь Ли — игрок национальной сборной страны. В том году приняла участие в Гран-при, а затем стала чемпионкой Азии и победителем розыгрыша Кубка мира. В 2016 была признана лучшим либеро Гран-при, а позже — лучшей в этом игровом амплуа и на олимпийском волейбольной турнире в Рио-де-Жанейро, где со своей командой стала обладательницей золотых наград.
2017 год принёс Линь Ли победу в составе сборной на престижном розыгрыше Всемирного Кубка чемпионов.

### Клубная карьера
- 2007—2017 —  «Фуцзянь Мэнбао» (Сямынь/Фучжоу);
- 2017—2018 —  «Чжэцзян Цзясин» (Цзясин);
- 2018—2019 —  «Фуцзянь Мэнбао» (Фучжоу);
- 2019—2022 —  «Гуандун Эвергрэнд» (Шэньчжэнь).

## Достижения

### Со сборными Китая
- Олимпийская чемпионка 2016.
- бронзовый призёр чемпионата мира 2018.
- двукратный победитель розыгрышей Кубка мира — 2015, 2019.
- победитель розыгрыша Всемирного Кубка чемпионов 2017.
- двукратный бронзовый призёр Лиги наций — 2018, 2019.
- чемпионка Азиатских игр 2018.
- чемпионка Азии 2015.
- бронзовый призёр молодёжного чемпионата мира 2011.
- чемпионка Азии среди молодёжных команд 2010.

### Индивидуальные
- 2016: лучшая либеро Гран-при.
- 2016: лучшая либеро олимпийского волейбольного турнира.